# Abdij van Nonenque
De Abdij van Nonenque (Frans: Abbaye de Nonenque) was een abdij in Marnhagues-et-Latour in het departement Aveyron in de regio Occitanië in Frankrijk.

## Geschiedenis
Cisterciënzer abdij, gesticht in 1146, door Guiraud, abt van Sylvanès, onder de bescherming van Alfons van Poitiers en de graven van Rodez, wat niet voorkwam dat het in de zestiende eeuw door de protestanten in brand werd gestoken. Het is herbouwd in de zeventiende eeuw en werd tijdens de revolutie opgeheven. De kloostergebouwen huisvesten sinds 1927 een kloostergemeenschap van kartuizer nonnen.